# Janikowo
Janikowo  (germană Amsee) este un oraș în Polonia.

## Sport
- Unia Janikowo